# Cristoforo Ivanovich

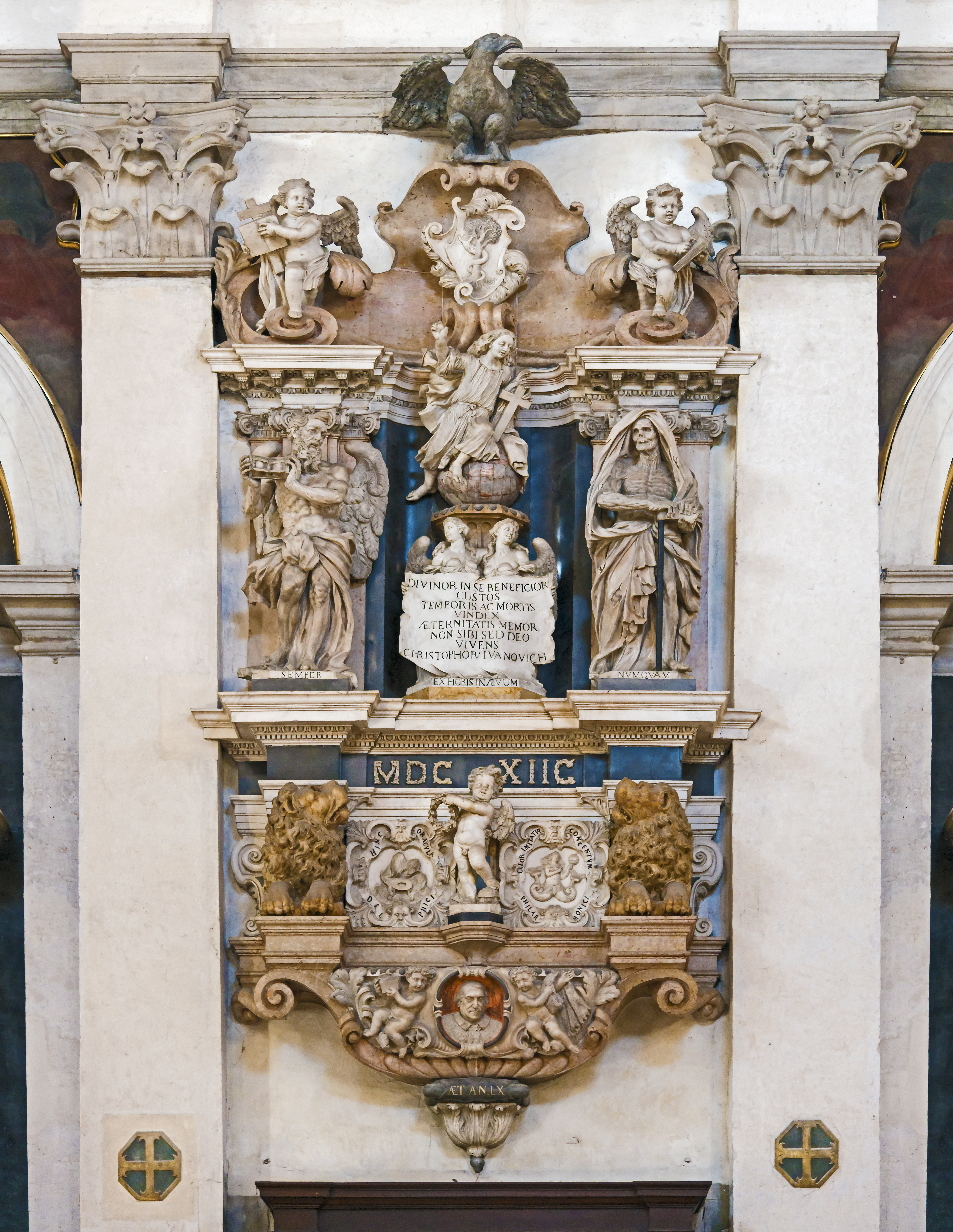
Monumento funerario de Ivanovich en San Moisés de Venecia, obra de Marco Beltrame.

Cristoforo Ivanovich (Budua, 1620 - Venecia, 1688) fue un historiador, poeta y libretista italiano. Descendía de una familia dálmata. Se le documenta en Verona hacia 1655 donde fue miembro de diversas Academias, y en 1657 se asentó en la ciudad de Venecia, en la que residió hasta el fin de sus días y llegó a ser canónigo de la Basílica de San Marcos. Ivanovich es considerado el primer historiador de la ópera veneciana; en su obra "Le memorie teatrali di Venezia" registra todas las representaciones habidas en Venecia desde 1637 a 1687. Como poeta, siguió la estela marinista. Se acreditó de libretista en varios dramas con música en la escena veneciana.